# Piemonte Volley 2008-2009
Questa voce raccoglie le informazioni riguardanti il Piemonte Volley nelle competizioni ufficiali della stagione 2008-2009.

## Stagione
La stagione 2008-09 è per il Piemonte Volley, sponsorizzata dalla Bre Banca e dal gruppo Lannutti, la ventesima consecutiva in Serie A1; in panchina viene confermato Silvano Prandi, mentre la rosa è quasi del tutto confermata: lasciano tuttavia la squadra Michał Łasko, Renato Felizardo, Marlon Yared e Simone Parodi, quest'ultimo ceduto in prestito, mentre arrivano Gregor Jerončić, Vladimir Nikolov, entrambi dalla Trentino Volley, Peter Pláteník, Francesco Biribanti e Marco Nuti.
Il campionato si apre con due vittorie, mentre la prima sconfitta arriva alla terza giornata contro la Gabeca Pallavolo: segue quindi un periodo in cui si alternano successi e sconfitte, fino ad una serie di quattro gare consecutive terminate a proprio favore; il girone di andata si conclude con il terzo posto in classifica, qualificando la società di Cuneo alla Coppa Italia. Il girone di ritorno vede la squadra continuare il momento positivo con altre otto vittorie di fila, prima di cadere in casa della Trentino Volley alla ventiduesima giornata: le ultime quattro gare di campionato portano due successi e due sconfitte, con la chiusura della regular season al terzo posto in classifica, ottenendo l'accesso ai play-off scudetto. Nei quarti di finale la sfida è contro la Gabeca Pallavolo, la quale riesce a vincere le prime due gare della serie, per poi cedere le tre successive, permettendo al Piemonte Volley di qualificarsi per il turno successivo: nelle semifinali la squadra piemontese incontra la Trentino Volley e perdendo tutte e tre le gare della serie viene estromessa dalla corsa al titolo di campione d'Italia.
Il terzo posto al termine del girone di andata della Serie A1 2008-09 consente al Piemonte Volley di partecipare alla Coppa Italia; nei quarti di finale supera il BluVolley Verona per 3-1 accedendo così alla Final Four di Forlì: in semifinale lo scontro è contro la Sisley Volley e la vittoria arriva solamente al quinto set, anche se, tuttavia, in finale, cede il trofeo all'Associazione Sportiva Volley Lube, vincitrice per 3-1.
Il secondo posto in regular season e l'uscita alle semifinali nel campionato 2007-08 permette al club di partecipare alla Coppa CEV: superato con difficoltà l'Association Sportive Cannes Volley-Ball, grazie solo alla vittoria del Golden set nella gara di ritorno, il cammino procede spedito nel resto della competizione con le vittorie sull'Odbojkaški Klub Radnički Kragujevac negli ottavi di finale, sull'Odbojkaški klub Budvanska rivijera Budva nei quarti di finale e sul Vienna hotVolleys nel Challenge round, qualificandosi per la Final Four di Glifada; viene sconfitta in semifinale dai padroni di casa del Panathinaikos Athlitikos Omilos, ma riesce a guadagnare il terzo posto nella competizione grazie alla vittoria nella finale di consolazione contro il Club Voleibol Almería.

## Organigramma societario
Area direttiva
- Presidente: Valter Lannutti
- Segreteria generale: Giusy Bertolotto

Area organizzativa
- General manager: Marco Pistolesi

Area tecnica
- Allenatore: Silvano Prandi
- Allenatore in seconda: Camillo Placì
- Scout man: Andrea Rinaudo
- Responsabile settore giovanile: Enzo Prandi
- Assistente allenatori: Alessandro Piroli

Area comunicazione
- Ufficio stampa: Daniela Groppi
- Relazioni esterne: Bruno Lubatti

Area sanitaria
- Medico: Emilio Lucidi
- Staff medico: Stefano Carando
- Preparatore atletico: Danilo Bramard
- Fisioterapista: Gabriele Giorgis, Pierpaolo Longo

## Rosa
| N° | Nome                | Ruolo | Data di nascita   | Nazionalità sportiva |
| -- | ------------------- | ----- | ----------------- | -------------------- |
| 1  | Wout Wijsmans       | S     | 17 luglio 1977    | Belgio               |
| 2  | Andrea Ariaudo      | S/O   | 4 giugno 1987     | Italia               |
| 3  | Andrea Rossi        | C     | 14 febbraio 1989  | Italia               |
| 4  | Javier González     | P     | 21 gennaio 1983   | Cuba                 |
| 5  | Francesco Fortunato | C     | 23 luglio 1977    | Italia               |
| 6  | Daniele Vergnaghi   | L     | 16 settembre 1972 | Italia               |
| 7  | Gregor Jerončić     | C     | 23 giugno 1974    | Italia               |
| 8  | Vladimir Nikolov    | S/O   | 3 ottobre 1977    | Bulgaria             |
| 9  | Marco Nuti          | P     | 2 ottobre 1970    | Italia               |
| 10 | Valerio Curti       | C     | 10 novembre 1978  | Italia               |
| 11 | Manius Abbadi       | S     | 13 aprile 1976    | Brasile              |
| 12 | Francesco Biribanti | S     | 17 gennaio 1976   | Italia               |
| 15 | Francesco Pieri     | L     | 30 marzo 1982     | Italia               |
| 16 | Peter Pláteník      | S     | 16 marzo 1981     | Rep. Ceca            |

## Mercato
| Acquisti | Acquisti            | Acquisti          | Acquisti   |
| R.       | Nome                | da                | Modalità   |
| -------- | ------------------- | ----------------- | ---------- |
| S        | Francesco Biribanti | Volley Corigliano | definitivo |
| C        | Gregor Jerončić     | Trentino          | definitivo |
| S/O      | Vladimir Nikolov    | Trentino          | definitivo |
| P        | Marco Nuti          | Taranto           | definitivo |
| L        | Francesco Pieri     | Lupi Santa Croce  | definitivo |
| S        | Peter Pláteník      | Sempre Padova     | definitivo |

| Cessioni | Cessioni            | Cessioni         | Cessioni   |
| R.       | Nome                | a                | Modalità   |
| -------- | ------------------- | ---------------- | ---------- |
| S        | Andrea Battilotti   | Sir Safety       | definitivo |
| C        | Renato Felizardo    | Perugia          | definitivo |
| S/O      | Michał Łasko        | BluVolley Verona | definitivo |
| S        | Simone Parodi       | BluVolley Verona | prestito   |
| S        | Massimiliano Prandi | Cavriago         | definitivo |
| S        | Mattia Rosso        | Materdomini      | definitivo |
| P        | Marlon Yared        | Banespa          | definitivo |

## Risultati

### Serie A1

#### Girone di andata
| 1ª giornata - 28 settembre 2008 PalaValentia, Vibo Valentia  | Callipo          | 0 - 3 | Piemonte      | 17-25, 21-25, 16-25               |
| 2ª giornata - 5 ottobre 2008 PalaBreBanca, Cuneo             | Piemonte         | 3 - 0 | Pineto        | 25-22, 28-26, 25-16               |
| 3ª giornata - 12 ottobre 2008 PalaGeorge, Montichiari        | Gabeca           | 3 - 0 | Piemonte      | 27-25, 26-24, 25-23               |
| 4ª giornata - 20 ottobre 2008 PalaBreBanca, Cuneo            | Piemonte         | 3 - 0 | Piacenza      | 25-16, 26-24, 28-26               |
| 5ª giornata - 26 ottobre 2008 PalaOlimpia, Verona            | BluVolley Verona | 3 - 1 | Piemonte      | 25-21, 23-25, 27-25, 25-22        |
| 6ª giornata - 2 novembre 2008 PalaBreBanca, Cuneo            | Piemonte         | 3 - 0 | Modena        | 25-18, 25-23, 25-21               |
| 7ª giornata - 9 novembre 2008 PalaFontescodella, Macerata    | Lube             | 3 - 0 | Piemonte      | 25-23, 25-23, 25-20               |
| 8ª giornata - 16 novembre 2008 PalaCredito di Romagna, Forlì | Forlì            | 3 - 1 | Piemonte      | 22-25, 25-20, 25-19, 25-23        |
| 9ª giornata - 23 novembre 2008 PalaBreBanca, Cuneo           | Piemonte         | 3 - 2 | Trentino      | 25-22, 22-25, 22-25, 25-18, 16-14 |
| 10ª giornata - 1º dicembre 2008 PalaEvangelisti, Perugia     | Perugia          | 1 - 3 | Piemonte      | 22-25, 16-25, 28-26, 22-25        |
| 11ª giornata - 7 dicembre 2008 PalaBreBanca, Cuneo           | Piemonte         | 3 - 0 | Sempre Padova | 25-14, 25-23, 37-35               |
| 12ª giornata - 14 dicembre 2008 PalaWojtyla, Martina Franca  | Prisma Taranto   | 0 - 3 | Piemonte      | 22-25, 20-25, 22-25               |
| 13ª giornata - 21 dicembre 2008 PalaBreBanca, Cuneo          | Piemonte         | 3 - 1 | Treviso       | 25-21, 23-25, 25-22, 28-26        |

#### Girone di ritorno
| 14ª giornata - 28 dicembre 2008 PalaBreBanca, Cuneo              | Piemonte      | 3 - 0 | Callipo          | 25-17, 25-19, 25-20               |
| 15ª giornata - 3 gennaio 2009 PalaMaggetti, Roseto degli Abruzzi | Pineto        | 1 - 3 | Piemonte         | 25-17, 19-25, 20-25, 16-25        |
| 16ª giornata - 6 gennaio 2009 PalaBreBanca, Cuneo                | Piemonte      | 3 - 0 | Gabeca           | 25-22, 25-21, 25-20               |
| 17ª giornata - 11 gennaio 2009 PalaBanca, Piacenza               | Piacenza      | 0 - 3 | Piemonte         | 23-25, 23-25, 24-26               |
| 18ª giornata - 17 gennaio 2009 PalaBreBanca, Cuneo               | Piemonte      | 3 - 1 | BluVolley Verona | 22-25, 25-19, 25-18, 25-21        |
| 19ª giornata - 25 gennaio 2009 PalaPanini, Modena                | Modena        | 2 - 3 | Piemonte         | 25-18, 25-15, 21-25, 23-25, 12-15 |
| 20ª giornata - 8 febbraio 2009 PalaBreBanca, Cuneo               | Piemonte      | 3 - 2 | Lube             | 25-15, 37-39, 17-25, 25-19, 15-9  |
| 21ª giornata - 15 febbraio 2009 PalaBreBanca, Cuneo              | Piemonte      | 3 - 1 | Forlì            | 25-19, 28-30, 25-18, 25-22        |
| 22ª giornata - 22 febbraio 2009 PalaTrento, Trento               | Trentino      | 3 - 0 | Piemonte         | 25-17, 25-17, 25-20               |
| 23ª giornata - 1º marzo 2009 PalaBreBanca, Cuneo                 | Piemonte      | 3 - 2 | Perugia          | 25-23, 22-25, 25-21, 23-25, 15-11 |
| 24ª giornata - 8 marzo 2009 PalaFabris, Padova                   | Sempre Padova | 3 - 1 | Piemonte         | 25-16, 22-25, 25-23, 26-24        |
| 25ª giornata - 15 marzo 2009 PalaBreBanca, Cuneo                 | Piemonte      | 3 - 0 | Prisma Taranto   | 25-17, 25-18, 25-13               |
| 26ª giornata - 18 marzo 2009 PalaVerde, Villorba                 | Treviso       | 3 - 0 | Piemonte         | 25-19, 25-18, 27-25               |

#### Play-off scudetto
| Quarti di finale (gara 1) - 30 marzo 2009 PalaBreBanca, Cuneo      | Piemonte | 2 - 3 | Gabeca   | 25-16, 27-25, 22-25, 20-25, 13-15 |
| Quarti di finale (gara 2) - 5 aprile 2009 PalaGeorge, Montichiari  | Gabeca   | 3 - 1 | Piemonte | 21-25, 25-21, 25-15, 25-23        |
| Quarti di finale (gara 3) - 8 aprile 2009 PalaBreBanca, Cuneo      | Piemonte | 3 - 1 | Gabeca   | 25-22, 21-25, 25-20, 25-9         |
| Quarti di finale (gara 4) - 11 aprile 2009 PalaGeorge, Montichiari | Gabeca   | 0 - 3 | Piemonte | 22-25, 21-25, 22-25               |
| Quarti di finale (gara 5) - 15 aprile 2009 PalaBreBanca, Cuneo     | Piemonte | 3 - 0 | Gabeca   | 25-21, 25-17, 25-23               |
| Semifinali (gara 1) - 19 aprile 2009 PalaTrento, Trento            | Trentino | 3 - 2 | Piemonte | 25-19, 25-18, 30-32, 21-25, 15-10 |
| Semifinali (gara 2) - 22 aprile 2009 PalaBreBanca, Cuneo           | Piemonte | 2 - 3 | Trentino | 23-25, 20-25, 25-13, 25-17, 8-15  |
| Semifinali (gara 3) - 25 aprile 2009 PalaTrento, Trento            | Trentino | 3 - 1 | Piemonte | 20-25, 25-21, 25-12, 25-20        |

### Coppa Italia

#### Fase a eliminazione diretta
| Quarti di finale - 29 gennaio 2009 PalaBAM, Mantova | Piemonte | 3 - 1 | BluVolley Verona | 20-25, 25-14, 25-12, 25-20        |
| Semifinali - 31 gennaio 2009 PalaFiera, Forlì       | Treviso  | 2 - 3 | Piemonte         | 16-25, 25-19, 17-25, 25-19, 13-15 |
| Finale - 1º febbraio 2009 PalaFiera, Forlì          | Lube     | 3 - 1 | Piemonte         | 25-21, 15-25, 25-20, 25-23        |

### Coppa CEV

#### Fase a eliminazione diretta
| Sedicesimi di finale (andata) - 6 novembre 2008 PalaBreBanca, Cuneo              | Piemonte            | 2 - 3 | Cannes              | 20-25, 25-15, 25-17, 21-25, 11-15                 |
| Sedicesimi di finale (ritorno) - 12 novembre 2008 Palais des Victoires, Cannes   | Cannes              | 2 - 3 | Piemonte            | 23-25, 25-16, 22-25, 25-17, 8-15 Golden set: 6-15 |
| Ottavi di finale (andata) - 10 dicembre 2008 PalaBreBanca, Cuneo                 | Piemonte            | 3 - 0 | Radnički Kragujevac | 25-19, 25-14, 25-23                               |
| Ottavi di finale (ritorno) - 17 dicembre 2008 Hala Sportova Jezero, Kragujevac   | Radnički Kragujevac | 0 - 3 | Piemonte            | 20-25, 14-25, 23-25                               |
| Quarti di finale (andata) - 14 gennaio 2009 PalaBreBanca, Cuneo                  | Piemonte            | 3 - 0 | Budvanska rivijera  | 25-22, 25-11, 30-28                               |
| Quarti di finale (ritorno) - 20 gennaio 2009 Mediteranski Sportski Centar, Budua | Budvanska rivijera  | 2 - 3 | Piemonte            | 25-22, 27-29, 19-25, 25-20, 12-15                 |
| Challenge Round (andata) - 11 febbraio 2009 Budocenter, Vienna                   | Vienna hotVolleys   | 0 - 3 | Piemonte            | 19-25, 23-25, 21-25                               |
| Challenge Round (ritorno) - 18 febbraio 2009 PalaBreBanca, Cuneo                 | Piemonte            | 3 - 0 | Vienna hotVolleys   | 25-27, 25-19, 25-22                               |
| Semifinali - 21 marzo 2009 National Athletic Center Makis Lioygas, Glifada       | Piemonte            | 2 - 3 | Panathīnaïkos       | 25-23, 25-18, 15-25, 20-25, 6-15                  |
| Finale 3º posto - 22 marzo 2009 National Athletic Center Makis Lioygas, Glifada  | Almería             | 1 - 3 | Piemonte            | 25-18, 22-25, 18-25, 18-25                        |

## Statistiche

### Statistiche di squadra
| Competizione | Punti | In casa | In casa | In casa | In trasferta | In trasferta | In trasferta | Totale | Totale | Totale |
| Competizione | Punti | G       | V       | P       | G            | V            | P            | G      | V      | P      |
| ------------ | ----- | ------- | ------- | ------- | ------------ | ------------ | ------------ | ------ | ------ | ------ |
| Serie A1     | 53    | 17      | 15      | 2       | 17           | 7            | 10           | 34     | 22     | 12     |
| Coppa Italia | -     | -       | -       | -       | -            | -            | -            | 3      | 2      | 1      |
| Coppa CEV    | -     | 4       | 3       | 1       | 4            | 4            | 0            | 10     | 8      | 2      |
| Totale       | -     | 21      | 18      | 3       | 21           | 11           | 10           | 47     | 32     | 15     |

G = partite giocate; V = partite vinte; P = partite perse

### Statistiche dei giocatori
| Giocatore    | Serie A1 | Serie A1 | Serie A1 | Serie A1 | Serie A1 | Coppa Italia | Coppa Italia | Coppa Italia | Coppa Italia | Coppa Italia | Coppa CEV | Coppa CEV | Coppa CEV | Coppa CEV | Coppa CEV | Totale | Totale | Totale | Totale | Totale |
| Giocatore    | P        | PT       | AV       | MV       | BV       | P            | PT           | AV           | MV           | BV           | P         | PT        | AV        | MV        | BV        | P      | PT     | AV     | MV     | BV     |
| ------------ | -------- | -------- | -------- | -------- | -------- | ------------ | ------------ | ------------ | ------------ | ------------ | --------- | --------- | --------- | --------- | --------- | ------ | ------ | ------ | ------ | ------ |
| M. Abbadi    | 29       | 111      | 97       | 12       | 2        | 3            | 27           | 22           | 1            | 4            | 9         | 56        | ?         | ?         | ?         | 41     | 194    | 119    | 13     | 6      |
| A. Ariaudo   | 3        | 0        | 0        | 0        | 0        | 0            | 0            | 0            | 0            | 0            | 0         | 0         | 0         | 0         | 0         | 3      | 0      | 0      | 0      | 0      |
| F. Biribanti | 23       | 123      | 104      | 12       | 7        | 3            | 0            | 0            | 0            | 0            | 7         | 59        | ?         | ?         | ?         | 33     | 182    | 104    | 12     | 7      |
| V. Curti     | 23       | 118      | 77       | 37       | 4        | 3            | 16           | 7            | 9            | 0            | 9         | 29        | ?         | ?         | ?         | 35     | 163    | 84     | 46     | 4      |
| F. Fortunato | 32       | 258      | 158      | 92       | 8        | 3            | 29           | 21           | 8            | 0            | 10        | 63        | ?         | ?         | ?         | 45     | 350    | 179    | 100    | 8      |
| J. González  | 34       | 144      | 69       | 39       | 36       | 3            | 21           | 8            | 5            | 8            | 10        | 23        | ?         | ?         | ?         | 47     | 188    | 77     | 44     | 44     |
| G. Jerončić  | 15       | 85       | 56       | 22       | 7        | -            | -            | -            | -            | -            | 4         | 27        | ?         | ?         | ?         | 19     | 112    | 56     | 22     | 7      |
| V. Nikolov   | 31       | 464      | 388      | 29       | 47       | 3            | 55           | 48           | 3            | 4            | 10        | 124       | ?         | ?         | ?         | 44     | 634    | 436    | 32     | 51     |
| M. Nuti      | 20       | 11       | 1        | 10       | 0        | 2            | 0            | 0            | 0            | 0            | 7         | 8         | ?         | ?         | ?         | 29     | 19     | 1      | 10     | 0      |
| F. Pieri     | 7        | -        | -        | -        | -        | 2            | -            | -            | -            | -            | 3         | -         | -         | -         | -         | 12     | -      | -      | -      | -      |
| P. Pláteník  | 30       | 225      | 201      | 19       | 5        | 3            | 6            | 6            | 0            | 0            | 9         | 92        | ?         | ?         | ?         | 42     | 323    | 207    | 19     | 5      |
| A. Rossi     | 6        | 18       | 15       | 3        | 0        | 0            | 0            | 0            | 0            | 0            | 2         | 11        | ?         | ?         | ?         | 8      | 29     | 15     | 3      | 0      |
| D. Vergnaghi | 29       | -        | -        | -        | -        | 3            | -            | -            | -            | -            | 6         | -         | -         | -         | -         | 38     | -      | -      | -      | -      |
| W. Wijsmans  | 34       | 560      | 444      | 58       | 58       | 3            | 60           | 52           | 5            | 3            | 9         | 150       | ?         | ?         | ?         | 46     | 770    | 496    | 63     | 61     |

P = presenze; PT = punti totali; AV = attacchi vincenti; MV = muri vincenti; BV = battute vincenti